# Глабб, Джон Баготт

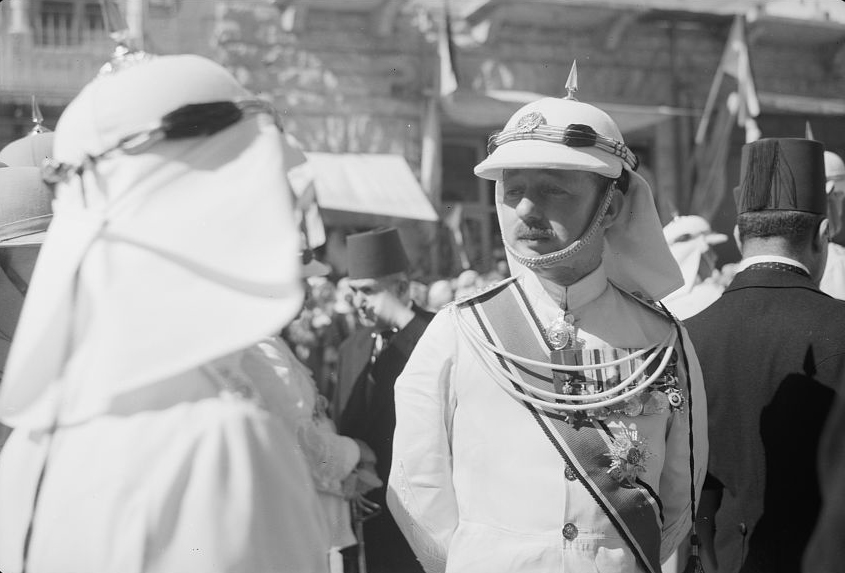
Командующий Арабским легионом генерал Д. Б. Глабб в Аммане, 1940 год.

Джон Баготт Глабб (англ. John Bagott Glubb; 16 апреля 1897, Престон — 17 марта 1986, Мейфильд, Суссекс) — английский военный и политический деятель, генерал. Известен среди арабов как Глабб-паша, одна из последних легендарных фигур английской ближневосточной политики времён колониализма.

## Биография
С 1915 года в действующей армии на Западном фронте во Франции. В одном из боёв получил ранение в челюсть.
Служил в Ираке. В 1930 году в чине капитана британской армии прибыл в эмират Трансиордания, где получил в оперативное управление бедуинские районы с правом контролировать передвижения племён, фиксировать места их стоянок и изымать их имущество. В 1931 году Глабб организовал особую пограничную верблюжью полицию («Стража пустыни»), состав которой формировался из бедуинов. За 2—3 года при помощи «Стражи пустыни» ему удалось привести в повиновение мятежные бедуинские племена, совершая против них карательные походы, угоняя их скот, подкупая их шейхов, лишая их доступа к колодцам и караванным путям. Стараниями Глабба бедуины, составлявшие более 50% населения эмирата, стали массово привлекаться на службу в армию и полицию Трансиордании, получать необходимые субсидии и иные меры поддержки от государства, что полностью изменило их социальный статус.
С началом Второй мировой войны Глабб уходит из британской армии и принимает в 1939 году командование над трансиорданским «Арабским легионом», сменив на этой должности Фредерика Пика. Эмиром Абдаллахом ему присваивается титул паши. Отряды «Арабского легиона» Глабба в 1941 году подавляют антианглийское восстание, поднятое в Ираке арабскими националистами и поддержанное Германией и вишистской французской администрацией Сирии (в боях в Ираке против англичан и трансиорданцев принимала участие немецкая авиация).
Во время арабо-израильской войне 1947—1949 годов войска «Арабского легиона» Глабба были первыми, выступившими против израильтян и начавшими военные действия в Палестине . Это были также единственные боевые части на арабской стороне, не уступавшие израильским войскам по боевым качествам.
В марте 1956 года Глабб-паша был неожиданно уволен со службы иорданским королём Хусейном, «ему дали 16 часов на сборы и в добровольно-принудительном порядке отвезли на машине в Бейрут», откуда он вернулся в Англию. Свои воспоминания и наблюдения на Ближнем Востоке им изложены в книгах «Мир на Святой земле» (Peace in the Holy Land, 1971) и «Солдаты удачи, рассказ о мамлюках» (Soldiers of Fortune, the Story of the Mamelukes, 1973). (недоступная ссылка с 01-04-2015 [3775 дней])
Является отцом британского журналиста Фариса Глабба.

## Работы
- (совместно с Генри Филдом) The Yezidis, Sulubba, and Other Tribes of Iraq and Adjacent Regions, G. Banta, 1943. (ASIN: B000X92Z2O)
- The Story of the Arab Legion, Hodder & Stoughton, 1948 (ASIN: B0006D873I), Da Capo Press, 1976.
- A Soldier with the Arabs, Hodder & Stoughton, 1957. (ASIN: B0000CJT37)
- Britain and the Arabs: A Study of Fifty Years, 1908 to 1958, Hodder & Stoughton, 1959. (ASIN: B0000CK92W)
- War in the Desert: An R.A.F. Frontier Campaign, Hodder & Stoughton, 1960, Norton, 1961.
- The Great Arab Conquests, Hodder & Stoughton, 1963, Prentice-Hall, 1964.
- The Empire of the Arabs, Hodder & Stoughton, 1963, Prentice-Hall, 1964.

- Глабб Джон. Арабская империя = The Empire of the Arabs. — СПб.: Евразия. — 528 с. — ISBN 978-5-91852-003-1.

- The Course of Empire: The Arabs and Their Successors, Hodder & Stoughton, 1965, Prentice-Hall, 1966.
- The Lost Centuries: From the Muslim Empires to the Renaissance of Europe, 1145—1453, Hodder & Stoughton, 1966, Prentice-Hall, 1967.
- Syria, Lebanon and Jordan, Walker & Co., 1967.
- The Middle East Crisis: A Personal Interpretation, Hodder & Stoughton, 1967.
- A Short History of the Arab Peoples, Stein & Day, 1969.
- The Life and Times of Muhammad, Stein & Day, 1970.
- Peace in the Holy Land: An Historical Analysis of the Palestine Problem, Hodder & Stoughton, 1971.
- Soldiers of Fortune: The Story of the Mamlukes, Stein & Day, 1973.
- The Way of Love: Lessons from a Long Life, Hodder & Stoughton, 1974.
- Haroon Al Rasheed and the Great Abbasids, Hodder & Stoughton, 1976.
- Into Battle: A Soldier’s Diary of the Great War, Cassell, 1977.
- The Fate of Empires and Search for Survival, Blackwood (Edinburgh), 1978.
- Arabian Adventures: Ten Years of Joyful Service, Cassell (London), 1978.
- The Changing Scenes of Life: An Autobiography, Quartet Books (London), 1983.